# Les Molunes
Les Molunes era una comuna francesa situada en el departamento de Jura, de la región de Borgoña-Franco Condado, que el 1 de enero de 2017 pasó a ser una comuna delegada de la comuna nueva de Septmoncel-les-Molunes al fusionarse con la comuna de Septmoncel.

## Demografía
| Gráfica de evolución demográfica de Les Molunes entre 1800 y 2014 |
|                                                                   |

Los datos demográficos contemplados en este gráfico de la comuna de Les Molunes se han cogido de 1800 a 1999 de la página francesa EHESS/Cassini, y los demás datos de la página del INSEE.